# سیاه‌کاج هیمالیا
سیاه‌کاج هیمالیا (نام علمی: Larix griffithii) نام یک گونه از سرده سیاه‌کاج است.